# Wizrom Software
Wizrom Software este o companie de IT din România, înființată în anul 1992.
Compania are ca obiect de activitate dezvoltarea și implementarea de soluții informatice integrate pentru managementul afacerilor.
Compania este controlată de firma israeliană One1 Software Technologies, care a achiziționat 50% din acțiuni în iulie 2007.
Grupul Wizrom include Wizrom Software, Wizsalary și are filiale în Republica Moldova și Bulgaria și un portofoliu de 3.300 de clienți activi și 30.000 de licențe instalate.
În anul 2007, compania avea 11% din piața de software pentru afaceri.
În 2008, principalele venituri ale companiei au provenit din vânzarea de licențe și servicii pentru soluția financiar-contabilă WizCount și ERP-ul WizPro, cele două aplicații cumulând aproximativ 65% din totalul încasărilor.
Compania mai furnizează și soluții de automatizare a forței de vânzări (SFA), distribuind sistemul ASKI de SFA, realizat de PocketLink.
Principalii concurenți ai companiei pe acest segment de piață sunt companiile Transart,
Senior Software și Optima.
Cifra de afaceri:
- 2010: 5,9 milioane euro[5]
- 2008: 9,5 milioane USD[3]
- 2007: 7,5 milioane dolari[1]